# Bozót-patak
Bozót-patak är ett vattendrag i Ungern. Det ligger i den västra delen av landet, 90 km söder om huvudstaden Budapest.